# Christian Rohde (Journalist)
Christian Rohde (* 1974) ist ein deutscher Journalist.

## Leben
Christian Rohde ist in Vetschau/Spreewald aufgewachsen. Er studierte von 1992 bis 1999 empirische Sozialwissenschaften an der Universität Leipzig und gründete gemeinsam mit anderen Studenten das Leipziger Universitätsradio mephisto 97.6, war dort als Reporter und später als studentischer Chefredakteur tätig. Er arbeitete für den Mediendienst des Evangelischen Pressedienst (epd) und als Radioreporter für den Deutschlandfunk, WDR, ORB und MDR. Von 2000 bis 2001 absolvierte Christian Rohde ein Volontariat beim NDR und war dort anschließend bis 2006 als Autor für die Sendungen Panorama, NDR aktuell, Ratgeber Technik und das Medienmagazin Zapp tätig. Seit September 2006 arbeitet Rohde beim ZDF für das politische Magazin Frontal21. Dort deckte Rohde gemeinsam mit Andreas Halbach 2008 den Ostdeutschen Müllskandal rund um Magdeburg auf, beschäftigte sich intensiv mit dem Thema Atomenergie, recherchierte gemeinsam mit Jörg Göbel den „KKH-Skandal“, bei dem die gesetzliche Krankenkasse teure Versicherte aus der Kasse drängte. Über viele Jahre berichtete Rohde über die Problemfelder der industriellen Landwirtschaft. Seit September 2015 ist er stellvertretender Redaktionsleiter bei Frontal21. Für seine Arbeiten ist er mehrfach ausgezeichnet worden.

## Dokumentationen (Auswahl)
- 2002: Das Massaker von Erfurt, Kurz-Doku-Krimi, 28 min, Co-Regisseur[5]
- 2006: Ware Tier – Auf der Suche nach dem glücklichen Huhn, ARD/NDR, 45 min[6]
- 2006: Ware Tier – Auf der Suche nach munteren Kühen und Schweinen, ARD/NDR, 45 min[7]
- 2006: Ware Tier – Auf der Suche nach dem frischen Fisch, ARD/NDR, 45 min[8]
- 2007: Die Alten-Republik Deutschland, ZDF, 45 min zusammen mit Thomas Reichart,[9] Frontal21-Dokumentation
- 2009: Das Milliardenspiel – Wer verzockte unser Geld? ZDF, 45 min zusammen mit Rainhard Laska,[10] Frontal21-Dokumentation
- 2010: Der große Bluff – die falschen Versprechen der Atompolitik, ZDF, 45 min, zusammen mit Steffen Judzikowski, Frontal21-Dokumentation[11]
- 2011: Angst ums Geld – Wer hat Schuld am Euro-Chaos ZDF, 30 min, zusammen mit R. Laska, K. Hinterleitner, ZDFZoom[12]
- 2012: Das Gelbe vom Ei – Auf der Suche nach dem glücklichen Huhn, ZDF, 30 min, zusammen mit Jörg Göbel, ZDFZoom[13]
- 2013: Kranke Kassen, ZDF, 30 min, zusammen mit Jörg Göbel, ZDFZoom[14][15]
- 2015: Tierfabrik Deutschland – von Billigfleisch und Wegwerfküken. ZDF, 45 min, zusammen mit Jörg Göbel, Frontal21-Dokumentation[16]

## Auszeichnungen
- 2006: nominiert für den Adolf-Grimme-Preis für Ware Tier – Auf der Suche nach dem glücklichen Huhn[17]
- 2007: Axel-Springer-Preis für junge Journalisten, 3. Preis für Ware Tier – Auf der Suche nach dem glücklichen Huhn[18][1]
- 2009: Deutscher Wirtschaftsfilmpreis, 3. Preis für Das Milliardenspiel – Wer verzockte unser Geld? mit Rainhard Laska[19]
- 2011: nominiert für den Berliner Journalistenpreis Langer Atem für die Recherchen zum ostdeutschen Müllskandal, mit Andreas Halbach[20]
- 2011: Journalistenpreis deutschland hat unendlich viel Energie der Agentur für Erneuerbare Energien für Der große Bluff – die falschen Versprechen der Atompolitik, Frontal21-Dokumentation, mit Steffen Judzikowski[21]
- 2014: Journalistenpreis der Apothekerstiftung Westfalen-Lippen für den Frontal21-Beitrag Schmerzen auf Rezept, mit Jörg Göbel[22]
- 2015: Preis des Journalistenverband Berlin-Brandenburg Der lange Atem, 3. Preis für Ware Tier – Lebensmittelproduktion in Deutschland, mit Jörg Göbel[23]
- 2016: Journalistenpreis des Deutschen Tierschutzbundes[24]